# Clawfinger
Clawfinger es una banda de rap metal de Suecia. Fue una de las primeras en adoptar el sonido del rap metal. Es una banda conocida por su agresividad en sus melodías y la carga política y antirracista de muchas de sus canciones.

## Historia
El origen de la banda se remonta al verano de 1989 cuando Zak Tell y Jocke Skog se conocieron mientras trabajaban juntos en el Hospital Rosegrove en algún lugar de las cercanías de Estocolmo. En 1990 se les unieron los guitarristas noruegos Bård Torstensen y Erlend Ottem, que también trabajaban en el mismo hospital. Pronto los cuatro se dieron cuenta de sus intereses similares en la música. Bård y Erlend tocaron anteriormente en una banda llamada Theo en su ciudad natal, Arendal, en Noruega. Su tiempo libre lo invirtieron en explorar el mundo musical, componiendo y escribiendo canciones mientras evolucionaban hacia una banda.
Su demo original que constaba de tres canciones ("Waste of Time", "Nigger" y "Profit Preacher") rápidamente les aseguró la transmisión de radio local y, en consecuencia, los llamó la atención del sello MVG. La canción "Nigger" es una declaración contra el racismo que causó un gran revuelo y fue un éxito masivo; también fue lanzado como sencillo. A principios de la década de 1990, Clawfinger autoeditó su debut, Deaf Dumb Blind . Se vendieron más de 600.000 copias en todo el mundo y fue aclamado por la crítica en la prensa sueca. Con la incorporación de André Skaug y el baterista Morten Skaug, Clawfinger se fue de gira y tocó en innumerables festivales europeos, incluidos los principales espacios de apoyo con Anthrax y Alice In Chains .
La banda recibió muchos premios, incluidos dos premios Grammy en casa en los premios Grammy suecos en 1994 a la mejor banda de hard rock y al mejor video musical. Después de la gira, regresaron directamente al estudio para grabar su segundo álbum, Use Your Brain .  Después del lanzamiento de este álbum, continuaron otra campaña de gira, sobre todo participando en el Monsters of Rock Festival de Ozzy Osbourne en Brasil y  Chile en 1995, rockeando junto a sus homólogos estadounidenses de metal como Megadeth , Faith No More y Alice Cooper . De regreso a Europa continuaron su campaña de gira participando en festivales e innumerables conciertos.
Su álbum homónimo, Clawfinger, fue lanzado en 1997. La primera canción del álbum es "Two Sides", que amplió el alcance de la banda mediante el uso de voces de coro femenino y un sonido de Oriente Medio. El resto del álbum continúa con la típica voz agresiva y las letras sociopolíticas de la banda. Clawfinger contiene 12 canciones con tres bonus tracks adicionales en la edición limitada. Lanzaron tres sencillos y dos videos ("Biggest & the Best" y "Two Sides").
A Whole Lot of Nothing fue el cuarto álbum lanzado el 23 de julio de 2001. La música muestra las mismas guitarras agresivas, con más efectos de distorsión y sonidos, agregando un nivel completamente nuevo de diversificación. En cuanto a los sintetizadores, en este álbum en particular 'A Whole Lot of Nothing contiene 13 pistas y dos bonus tracks en la edición limitada. Clawfinger también lanzó cuatro sencillos, dos de los cuales son ediciones limitadas.
Zeros & Heroes fue lanzado en 2003 y causó controversia en Estados Unidos porque la canción "Step Aside" no sentó bien a la mayoría de las audiencias estadounidenses debido al hecho de que ataca a George W. Bush y la política militar de Estados Unidos posterior al 11 de septiembre. . Ofrece otro cambio de estilo para los oídos del oyente. El sonido electrónico y los sintetizadores de A Whole Lot of Nothing se han ido y son reemplazados por riffs de guitarra más complejos y melódicos.
Hate Yourself With Style fue lanzado en 2005. El álbum continuó el camino introducido en Zeros & Héroes y se caracteriza por rápidos riffs de guitarra melódicos de estilo hard rock. Los teclados que caracterizaban particularmente a A Whole Lot of Nothing desaparecieron por completo. A diferencia de los álbumes anteriores, donde la edición limitada incluía dos o más pistas extra, la edición limitada de este álbum incluye un DVD con imágenes en vivo del Greenfield Festival y videoclips de todos los sencillos hasta el tercer álbum de Clawfinger .
Life Will Kill You fue lanzado en 2007. Ha generado tres sencillos: "Prisoners", "The Price We Pay" y "Little Baby". Más tarde, en 2013, anunciaron hacer una regrabación de su álbum debut, Deaf Dumb Blind , titulado Deafer Dumber Blinder.. Más tarde, en agosto de 2013 en su página de Facebook, anunciaron que se iban a disolver, declarando "20 años y 7 álbumes después, es hora de hacer otra cosa. ¡Paz y amor!".
Un año después, todavía lanzaron la regrabación de su debut e hicieron un espectáculo único en el festival Jübek Open Air en Alemania el 9 de agosto.

## Miembros

### Miembros actuales
- Zak Tell - Vocalista, letras
- Jocke Skog - Teclados, coros
- Bård Torstensen - Guitarra rítmica
- André Skaug - Bajo
- Micke Dahlén - Batería

### Exmiembros
- Henka Johansson - Batería
- Erlend Ottem - Guitarra solista
- Morten Skaug - Batería
- Ottar Vigerstøl - Batería

## Discografía

### Álbumes de estudio
| Título                   | Fecha                    | Discográfica   | Line-up |
| ------------------------ | ------------------------ | -------------- | ------- |
| Deaf Dumb Blind          | 21 de abril de 1993      | WEA/MVG        |         |
| Use Your Brain           | 1995                     | WEA/MVG        |         |
| Clawfinger               | 29 de septiembre de 1997 | WEA/MVG        |         |
| A Whole Lot of Nothing   | 6 de agosto de 2001      | GUN/Supersonic |         |
| Zeros & Heroes           | 26 de mayo de 2003       | GUN/Supersonic |         |
| Hate Yourself With Style | 18 de noviembre de 2005  | Nuclear Blast  |         |
| Life Will Kill You       | 27 de julio de 2007      | Nuclear Blast  |         |

### Sencillos/Videoclips musicales
Muchos de estos videoclips pueden descargarse gratuitamente desde Official Clawfinger Pages.
Del álbum Deaf Dumb Blind
- Rosegrove (en Escandinavia)
- Nigger
- The Truth
- Warfair
- Warfair Remixes

Del álbum Use Your Brain
- Pin Me Down 1
- Pin Me Down 2
- Pin Me Down E.P.
- Do What I Say
- Tomorrow

Del álbum Clawfinger
- Biggest & the Best
- Two Sides
- Two Sides E.P.

Del álbum A Whole Lot of Nothing
- Out To Get Me
- Nothing Going On
- Out To Get Me - Edición Limitada 1
- Out To Get Me - Edición Limitada 2

Del álbum Zeros & Heroes
- Recipe for Hate

Del álbum Hate Yourself With Style
- Dirty Lies